# René Leduc
René Leduc (24 de abril de 1898 – 9 de março de 1968) foi um engenheiro francês, aclamado por seu trabalho sobre ramjets.
Em 1949 o Leduc 0.10 tornou-se o primeiro avião a voar propulsionado apenas pela potência de ramjets. O desenvolvimento desta aeronave começou em 1937, mas foi severamente atrasado pela irrupção da Segunda Guerra Mundial.
Após o cancelamento dos contratos do Ministério da Força Aérea da França para os projetos de aeronaves a jato Leduc ramjet, em 1958 a empresa de Leduc foi convertida de aeronáutica em hidráulica, tornando-se conhecida como 'Hydro Leduc' e focando na produção de bombas hidráulicas para escavadeiras.